# Bowls

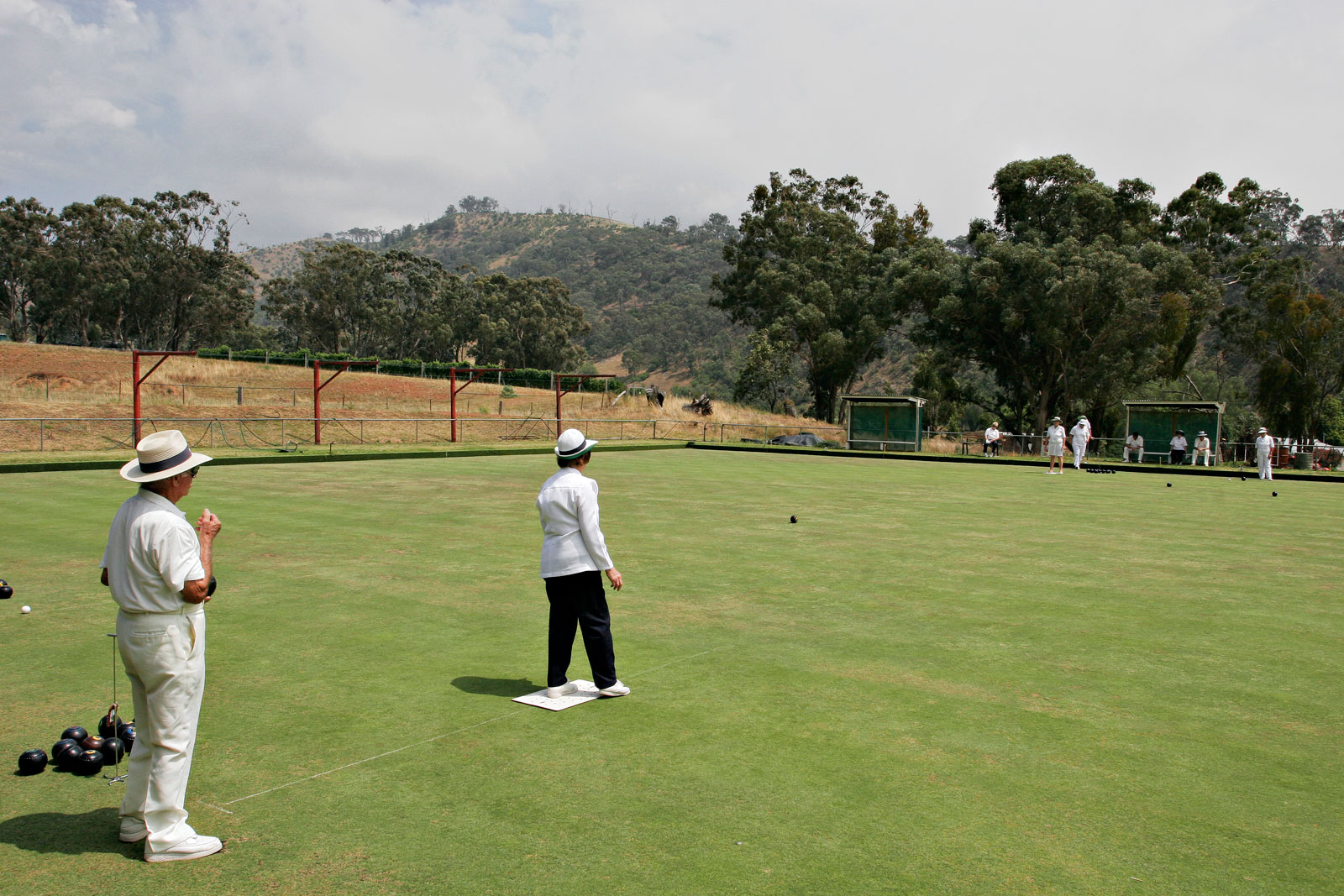
Bowls-Spielfeld

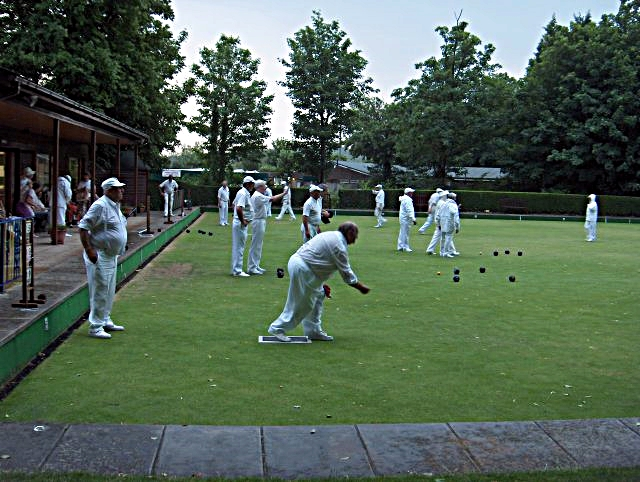
Bowlsspieler in Aktion

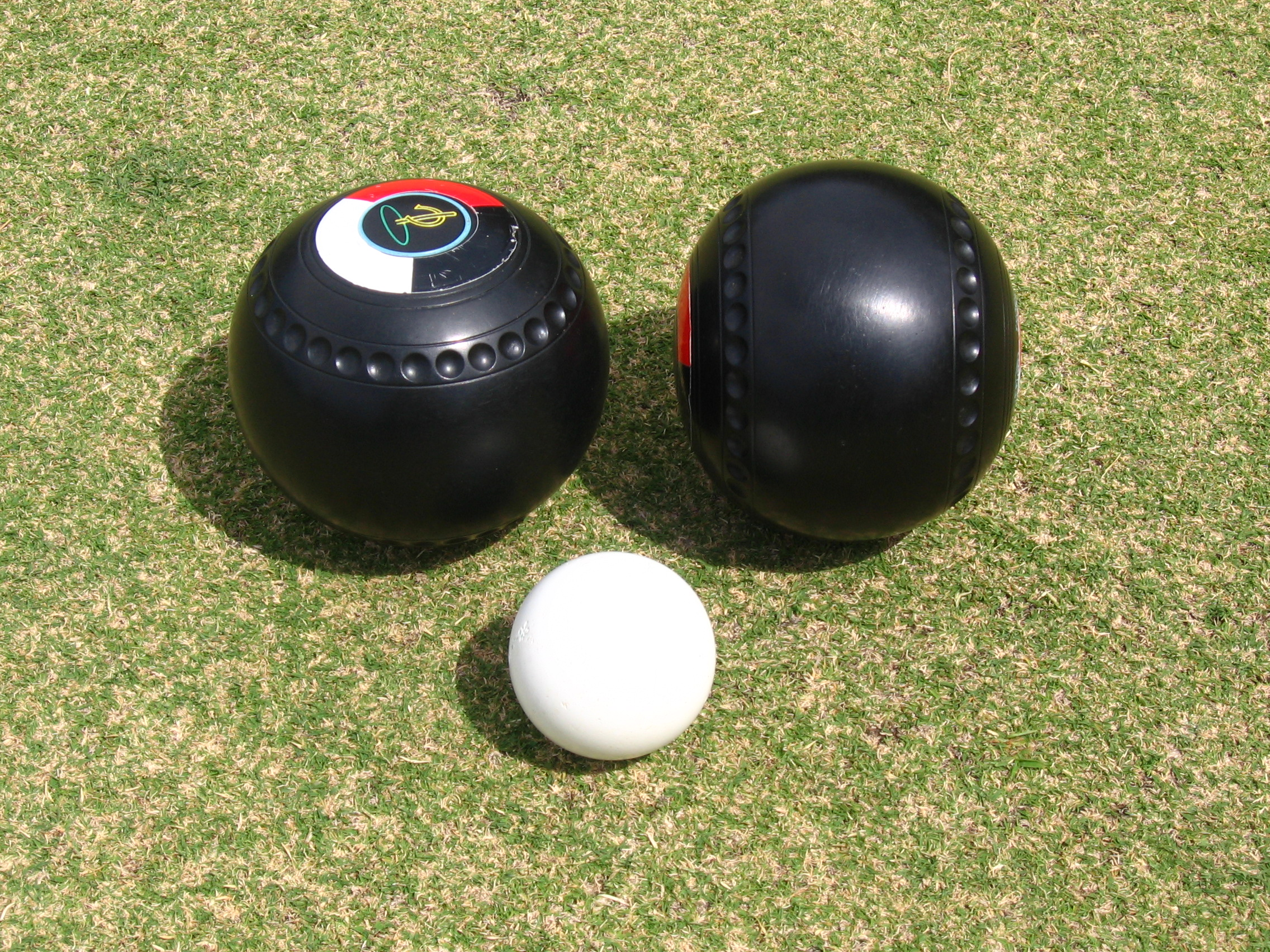
Typische Form von Spiel- und Zielkugel (Bowl und Kitty)

Bowls ist ein britischer Kugelsport. Das Wort bowls ist der englische Ausdruck für „Kugeln“ (vgl. italienisch Boccia, französisch Boule).
Wie bei allen Kugelspielen üblich, besteht das Ziel des Bowls darin, die eigenen Kugeln oder bowls so nah wie möglich an eine kleinere, runde Zielkugel (im Bowls Jack oder Kitty genannt) heran zu legen. Die Besonderheit ist hierbei, dass die Bowls nicht rund, sondern leicht abgeflacht sind und darum zu bogenförmigen Bahnverläufen neigen, welche vorherzubestimmen Erfahrung und Geschick erfordert. Bowls wird auch als Präzisionssport bezeichnet.

## Geschichte
Sir Francis Drake soll einer Anekdote zufolge im Jahre 1588 nach der Nachricht über das Auftauchen der Spanischen Armada und bevor er sich an den Angriff machte, erst in aller Ruhe das laufende Kugelspiel beendet haben, bei dem es sich vermutlich um Bowls handelte.
Erstmals schriftlich fixierte Regeln zum Bowls datieren auf das Jahr 1849 in einem Regelwerk aus Schottland, die zum Teil noch heute gelten. Der erste Bowlsverband wurde 1890 von schottischen Immigranten in Australien gegründet, dem zwei Jahre später ein eigener Verband in Schottland selbst und 1893 auch in England folgen sollte.

## Spielfeld (Green, Rink, Mat)
Das Green (deutsch Grün) sollte rechteckig oder quadratisch sein, es sollte zwischen 31 m und 40 m lang sein. Es sollte von einem Ditch (Graben, Rinne), der zwischen 200 mm und 380 mm breit sowie zwischen 50 mm und 200 mm tief sein sollte, umgeben sein. Außerhalb des Ditchs sollte sich eine 230 mm hohe Bank (Bande) befinden.
Der Untergrund besteht beim Outdoor-Spiel aus Rasen oder synthetischem Material, beim Indoor-Spiel wird meist glatter Teppich-Belag verwendet.
Das Green wird in Spielbahnen (rinks) eingeteilt, die zwischen 4,8 m und 6,4 m breit (Indoor: 4,57 m bis 5,79 m) sein sollen. Das Feld wird durch Linien und Pfähle am Rand markiert. Beim Indoor-Spiel gibt es oft nur eine einzige Bahn, die an den Längsseiten durch Banden begrenzt ist. 
Bei jeder Spielbahn ist eine Mittellinie markiert (Centre Line).
Bei der Abgabe der Spielkugel oder des Jacks muss der Spieler auf einer Matte (Mat) stehen, die 600 mm lang und 360 mm breit sein sollte. Der erste Spieler platziert diese bei jedem End auf der centre line, und zwar mit ihrer Vorderkante mindestens 2 m von dem hinteren Ditch und 25 m von dem vorderen Ditch entfernt.
Siehe auch: Boulodrome

## Teams, Formationen
Vorwiegend wird im Bowls Einzel (Singles game) gespielt. Daneben wird aber auch in Formationen zu zweit (Pairs game), zu dritt (Triples game) und zu viert (Fours game) gespielt. Außerdem gibt es ein Side games, Serien von Singles games, team games or side games sowie Turnierformen (tournament of games).

## Regeln
Im Singles game hat jeder Spieler vier Kugeln. Bei den anderen Formationen hat jeder Spieler vier, drei oder zwei Kugeln.
Der größte Unterschied zu anderen Kugel-Sportarten ist, dass die „Kugeln“ meist aus Kunststoff gefertigt und leicht abgeflacht sind und darüber hinaus ihr Schwerpunkt zu einer Seite hin verschoben ist. Dadurch laufen sie auf einer gekrümmten Bahn.
Zu Spielbeginn wird von einem Spieler, der zunächst per Münzwurf ausgelost wurde, der Jack „geworfen“, das heißt, er wird vom auf der Matte stehenden Spieler zum anderen Ende der Bahn gerollt (ähnlich wie beim Kegeln). Dabei soll der Jack mindestens 23 m von der Vorderkante der Spieler-Matte und maximal 2 m vom Ende der Bahn entfernt zum Liegen kommen. Von der Position, wo der Jack liegen bleibt, wird er auf gleicher Höhe (also parallel zur kurzen Seite der Bahn) vom Schiedsrichter auf die Centre Line gelegt.
Sollte der Jack zu weit laufen, wird er 2 m vom Ende der Bahn (also dort, wo der Ditch beginnt) auf die Centre Line gelegt. Verlässt der Jack die Seitenbegrenzungen, darf der Gegner den Jack werfen. Falls der Jack zu kurz läuft oder der Spieler die Matte dabei zu früh verlässt, darf der Gegner die Matte neu auflegen und den Jack werfen.
Danach werden abwechselnd die Bowls „geworfen“, also die Kugeln so Richtung Jack gerollt, dass sie möglichst nah zum Jack liegen bleiben oder diesen sogar berühren. In dem Moment, in dem die Kugel die Hand des Spielers verlässt, muss der Spieler mindestens mit einem Bein noch die Matte berühren oder sich über der Matte befinden. Danach darf er die Matte verlassen. Manchmal laufen Spieler auch die komplette Bahn ihrer Kugel hinterher.
Kugeln, die zu weit laufen und in den Ditch fallen, werden aus dem Spiel entfernt und nicht gewertet. Sollte eine Kugel den Jack berühren, so wird sie durch Kreide markiert und bleibt auch dann noch im Spiel, wenn sie anschließend in den Ditch rollt oder gestoßen wird. Falls der Jack in den Ditch gestoßen wird, so verbleibt er dort und alle weiteren Kugeln müssen möglichst nah an den Jack gespielt werden, ohne in den Ditch zu fallen.
Nachdem jeder Spieler seine Kugeln geworfen hat, wird gewertet. Im Wertungssystem gibt es zwar Unterschiede, aber das Grundprinzip ist gleich. Es werden alle Kugeln einer Farbe ermittelt und entsprechend gewertet, die näher zum Jack liegen als die am nächsten zum Jack befindliche Kugel der anderen Farbe. So kann pro End nur ein Spieler punkten. Kugeln, die mehr als 2 m vom Jack entfernt liegen, werden nicht gewertet.
Danach wird wieder der Jack in entgegengesetzte Richtung zum gerade beendeten End geworfen und ein neues End beginnt.
Die Anzahl der Ends pro Satz variiert von Turnier zu Turnier, außerdem wird ein Tie-Break gespielt.

## Verbreitung
Die Verbreitung des Sports beschränkt sich zurzeit auf Großbritannien, Australien, Neuseeland, Südafrika, Kanada und Zypern, sowie Teile der USA. Seit 2000 wurden auch in Dänemark einige Bowls-Vereine gegründet.
In Deutschland findet diese Sportart bisher nur wenige Anhänger. Es gibt z. Zt. zwei Rasenbowlingvereine. Einer befindet sich in Löbichau, Ostthüringen, der zweite in Meppen (Emsland). Es gibt auch keinen offiziellen Verband. Der Deutsche Boccia-, Boule- und Pétanque-Verband als Dachverband der Kugelsportarten in Deutschland hat bisher keine Sektion Bowls.
Deutschsprachige Fernsehübertragungen gibt es nur vereinzelt auf Eurosport. Weiter verbreitet sind im übrigen Europa die dem Bowls ähnlichen Spiele Boccia (Italien) und Pétanque (Frankreich).

## Organisation und Veranstaltungen
Die Weltorganisation ist World Bowls, die seit 2003 Mitglied im CMSB ist. Bowls wird bei den Commonwealth Games gespielt.